# Raj Chandra Bose
  Raj Chandra Bose  (bengalí: রাজচন্দ্র বসু)  (Narmadapuram, 19 de juny de 1901 - Fort Collins, 31 d'octubre de 1987) va ser un matemàtic i estadístic indi i nord-americà conegut pel seu treball sobre la teoria del disseny d'experiments, la geometria finita i la teoria dels codis de correcció d'errors en la qual la classe de codis BCH rep aquest nom en part en honor seu. És conegut pel seus treballs amb S. Shrikhande i E. Parker sobre la refutació de la famosa conjectura feta per Euler el 1782 sobre que no hi ha dos quadrats llatins mútuament ortogonals d'ordre 4n + 2 per a cada n.

## Biografia
Bose va néixer a Hoshangabad, Índia. El seu pare era metge i la seva vida va ser còmoda fins a 1918, quan la seva mare va morir en la pandèmia de grip i el seu pare va morir d'un infart l'any següent. Tot i les difícils circumstàncies, Bose va continuar estudiant conseguint la primera posició en els exàmens del mestratge en Matemàtica Pura a la Universitat de Calcuta. Bose va treballar com a professor a Asutosh College, Calcuta. Va publicar el seu treball sobre geometria diferencial de corbes convexes.
La vida científica de Bose va canviar el desembre del 1932, quan la P. C. Mahalanobis, director del nou Institut d'Estadística de l'Índia (creat el 1931), li va oferir treball a temps parcial. Mahalanobis havia vist el treball sobre geometria de Bose i volia que treballés en estadística. El dia que Bose es va incorporar, el secretari li va portar tots els volums de Biometrika amb una llista de 50 articles per llegir i tabé el llibre de R. Fisher “Mètodes estadístics per a investigadors”. Mahalanobis li va dir: "Vostè deia que no sap molt d'estadística. Domini aquests 50 treballs ... i el llibre de Fisher. Ara per ara això serà suficient per a la seva educació estadística." Amb Samarendra Nath Roy, que es va unir a l'ISI una mica més tard, Bose era el principal matemàtic de l'Institut.
Primer va treballar amb anàlisi multivariada on va col·laborar amb Mahalanobis i Roy. Els anys 1938 – 1939 Fisher va visitar l'Índia i va parlar sobre el disseny d'experiments. Roy va tenir la idea d'usar la teoria de camps finits i la geometria finita per resoldre problemes en els dissenys. El desenvolupament d'una teoria matemàtica del disseny d'experiments seria principal preocupació de Bose fins a mitjans de la dècada de 1950.
El 1935 Bose es va dedicar a temps complet a l'Institut. El 1940 es va unir a la Universitat de Calcuta, on C. R. Rao i H. K. Nandi formaven part del primer grup d'estudiants que ensenyava. El 1945 Bose es va convertir en Cap del Departament d'Estadística. Les autoritats universitàries li van dir que havia de tenir un doctorat. Així que ell va presentar els seus treballs publicats sobre l'anàlisi multivariada i el disseny d'experiments i va ser guardonat amb un doctorat (D. Litt.) el 1947.
El 1947 Bose va anar als Estats Units com a professor visitant a la Universitat de Colúmbia i la Universitat de Carolina del Nord a Chapel Hill. Va rebre ofertes d'universitats americanes i així com de diversos llocs a l'Índia. Els llocs de treball de l'Índia comportaven pesades tasques administratives, que va considerar comportarien el final del seu treball de recerca. Així doncs al març de 1949 es va incorporar a la Universitat de Carolina del Nord a Chapel Hill com a professor d'Estadística.
Un cop a Chapel Hill, Bose va fer importants descobriments en la teoria de la codificació (amb D. K. Ray-Chaudhuri) i va aconseguir construir (amb S. S. Shrikhande i E. T. Parker) un quadrat grecollatí de mida 10, refutant la conjectura d'Euler que establia que no existeix cap quadrat grecollatí de mida 4n + 2. El 1971, es va retirar a l'edat de 70. Llavors va acceptar una càtedra a la Universitat de l'Estat de Colorado a Fort Collins de la qual es va retirar el 1980.
El 1987 Bose va morir a Fort Collins, Colorado, als 86 anys. Va tenir dues filles, la gran, Purabi Schur, es va retirar de la Biblioteca del Congrés i la més jove, Sipra Bose Johnson, es va retirar com a professora d'Antropologia de la Universitat Estatal de Nova York a New Paltz.

## Algunes publicacions seleccionades
- R. C. Bose. “On the construction of balanced incomplete block designs” Annals of Eugenics. 9 (1939), 358 – 399.
- R. C. Bose; K. R. Nair. “Partially balanced incomplete block designs” Sankhya 4 (1939), 337 – 372.
- Bose, R. C.; Mesner, D. M. (1959). "On linear associative algebras corresponding to association schemes of partially balanced designs". Annals of Mathematical Statistics 30 (1): 21 – 38. DOI:10.1214/aoms/1177706356. JSTOR 2237117. MR 102157.
- R. C. Bose; S. S. Shrikhande. “On the falsity of Euler's conjecture about the non-existence of two orthogonal Latin squares of order 4t + 2” Proceedings of the National Academy of Science USA, 45, (1959), 734 – 737.
- R. C. Bose; D.K. Ray-Chaudhuri. “On a class of error-correcting binary codes” Information and control, 3, (1960), 68 – 79.